# هيلر او إتش-12

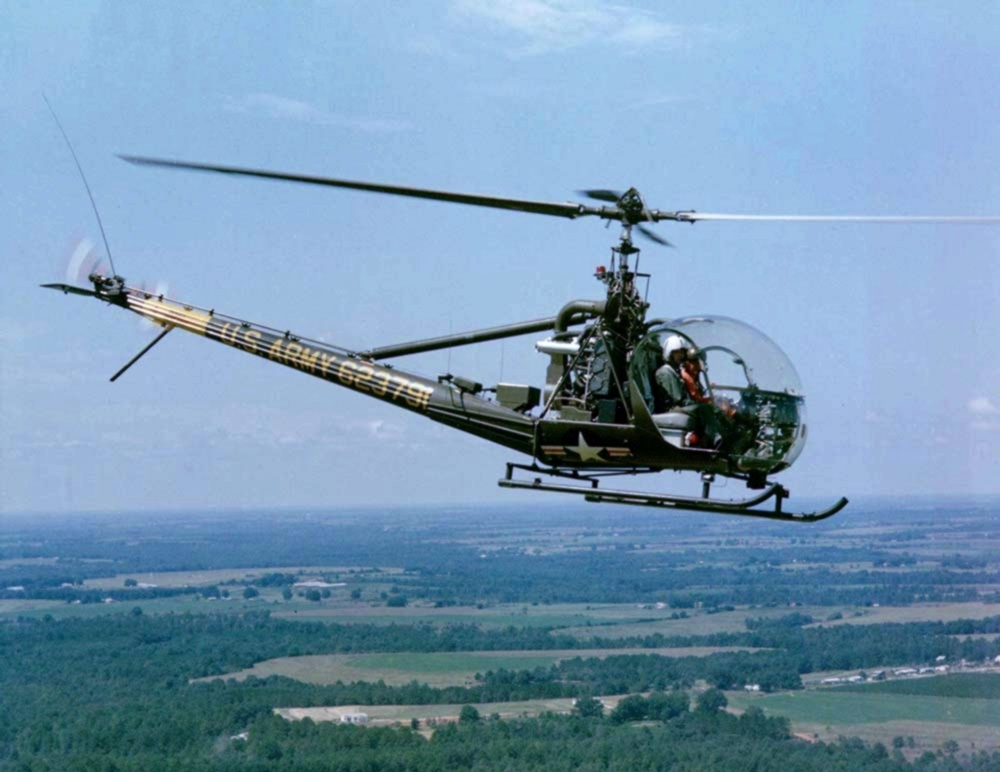
مروحية أو إتش-12

أو إتش-12 هي مروحية اميركية، تستخدم في أعمال المراقبة. حلقت أول مرة عام 1948، وتستخدم في العديد من الدول سواء عسكريا أو مدنيا.

## المستخدمين

### المستخدمين العسكريين
- الأرجنتين
- بوليفيا
- كندا
- تشيلي
- كولومبيا
- جمهورية الدومينيكان
- مصر
- ألمانيا
- غواتيمالا
- إندونيسيا
- إسرائيل
- اليابان
- المكسيك
- المغرب
- هولندا
- باراغواي
- بيرو
- سريلانكا
- تايلاند
- المملكة المتحدة
- الولايات المتحدة
- الأوروغواي

### المستخدمين المدنيين
- المملكة المتحدة
- الفلبين